# Rosenau (Basel)
Als Rosenau wird ein ‹auf dem Lysbüchel› oder ‹St. Johann-Boden› am Wasenrain im äussersten Nordwesten des Basler Stadtteils St. Johann gelegenes Gelände unmittelbar an der Grenze zu Frankreich bezeichnet.

## Notwohnsiedlung
In den Jahren 1948/49 wurde dort die Notwohnsiedlung in der Rosenau errichtet. Sie war Teil eines staatlich subventionierten Bauprogramms zur Bekämpfung des Wohnungsmangels und umfasste 13 gleichartige, zweigeschossige Wohngebäude mit jeweils 20 Zimmern sowie einen Kindergarten. Sie bestanden allesamt aus vorgefertigten Durisolplatten, die in ein hölzernes Grundgerüst eingefügt wurden, was einen schnellen und billigen Aufbau ermöglichte. Die Häuser dieses Typs waren für die vorübergehende Unterbringung von Familien in Not konzipiert und wurden auf Basler Stadtgebiet auch an der Burgfelder Grenze sowie beim Friedhof am Hörnli erstellt. Der Name der Siedlung wurde anscheinend von dem etwa sieben Kilometer nordnordwestlich am elsässischen Rheinufer gelegenen Dorf Rosenau übernommen.
1996 wurden die Häuser in der Rosenau abgebrochen, um dem Bau der Basler Nordtangente Platz zu machen; bestehen blieb zunächst das Wohngebäude an der Neudorfstrasse 93, das bis 2004 als Bauleiterbaracke genutzt wurde.

## Villa Rosenau

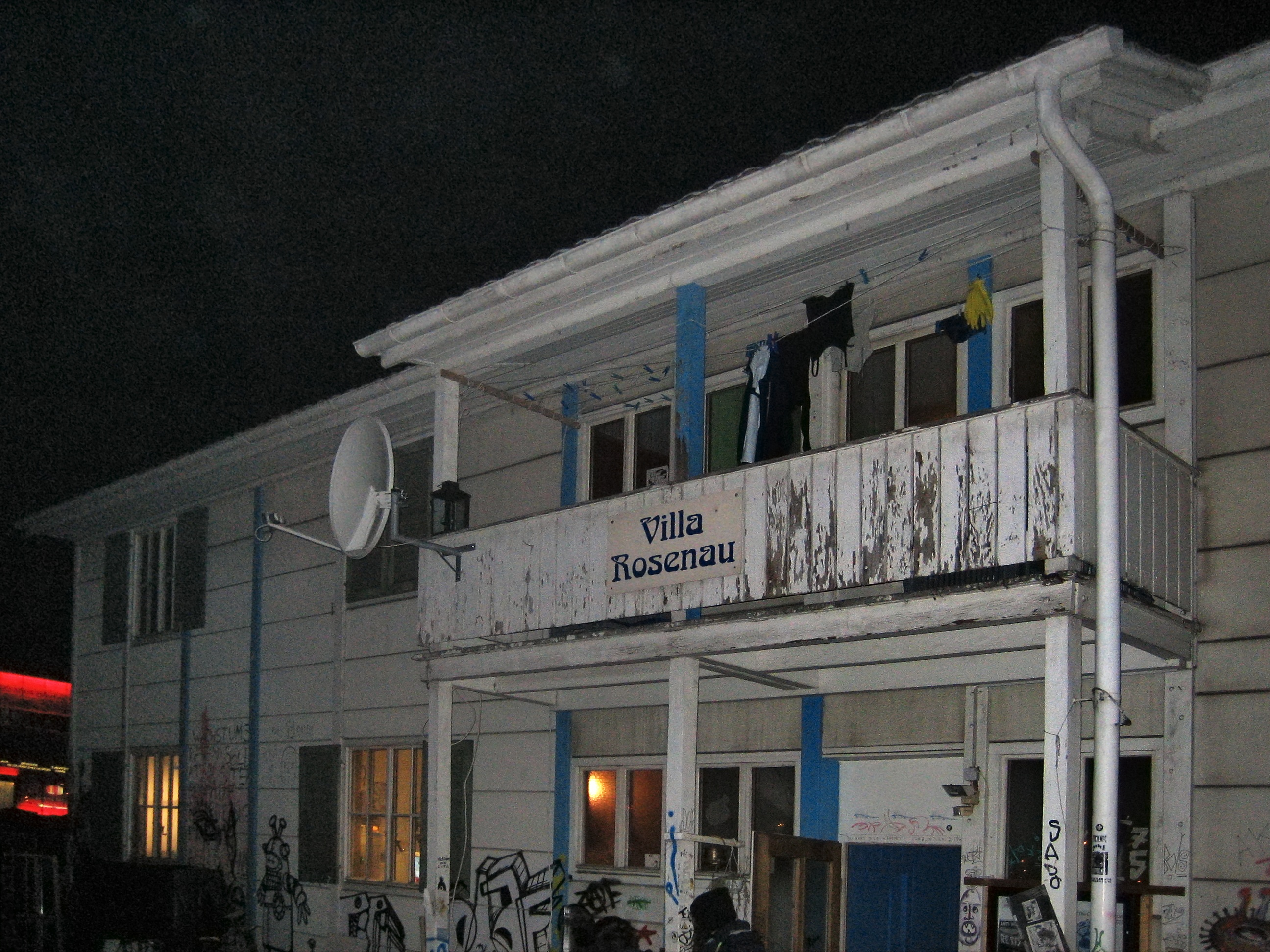
Villa Rosenau im Jahr 2006

Anlässlich einer Volxküche wurde das einzige noch erhaltene Haus von Autonomen besetzt und diente in den folgenden Jahren unter dem Namen Villa Rosenau als Soziales Zentrum. Die Betreiber richteten darin eine Siebdruckwerkstatt, einen Kinoraum, eine Bar und ein Konzertlokal ein. Die Bewohner unterstützten unter anderem Kampagnen gegen Ausschaffungen, insbesondere im Fall der möglichen Auslieferung des kurdischen Flüchtlings Erdogan Elmas an die Türkei.
Auf Mitte 2008 plante das Basler Tiefbauamt, welches das Haus für das Bundesamt für Strassen verwaltete, das Gebäude zugunsten einer Ersatzgrünfläche, deren Anlegung als Ausgleich für den Bau der Nordtangente vom Gesetz vorgeschrieben war, abzubrechen. Aufgrund einer parlamentarischen Interpellation einiger Grossräte aus dem rot-grünen Lager wurde aber schliesslich der Fortbestand der Villa Rosenau «bis auf Weiteres» zugestanden. Konservative Politiker und der Basler Polizeibeamtenverband kritisierten dies als Duldung eines «rechtsfreien Raums».
In der Nacht den 3. Februar 2013 wurde das Gebäude bei einem Brand erheblich beschädigt. Nach Angaben der Staatsanwaltschaft war eine überlastete Elektroleitung die Brandursache. Die Gebäudeversicherung erklärte Totalschaden und liess die Liegenschaft aus Sicherheitsgründen absperren und auf den 8. Februar abreissen. Dieses Vorgehen wurde von ehemaligen Bewohnern und deren Sympathisanten stark kritisiert. So soll das Haus laut privatem Gutachten nicht einsturzgefährdet gewesen sein. Bei den Abrissarbeiten sei ein intakter Wohnbus zerstört worden, und die Polizei habe den ehemaligen Bewohnern den Zutritt verweigert, um ihr letztes Hab und Gut zu bergen. Fotos der Bewohner zeigen, dass grosse Teile der Liegenschaft und des Inventars von den Flammen unberührt geblieben waren. Rund 200 Personen gedachten im Februar der abgerissenen Besetzer-Kommune mit einem «Trauermarsch» durch Basel, im September 2013 gab es einen «Geburtstagsumzug» zur Feier der Besetzung vor neun Jahren.
Die Villa Rosenau war das bislang letzte besetzte Haus in Basel. Auf dem Areal sollte nun ein Gewerbepark entstehen. Dieses Projekt erwies sich als nicht realisierbar. Stattdessen wurde ein Gewerbehaus von der Zürcher Steiner AG entwickelt. Mit dessen Bau hätte ursprünglich 2017 begonnen werden sollen. Schliesslich begannen die Bauarbeiten Ende 2019.